# Incidente dell'Altmark
L'incidente dell'Altmark, avvenuto il 16 febbraio 1940, consistette nell'abbordaggio, da parte del cacciatorpediniere britannico HMS Cossack, della petroliera tedesca Altmark, che aveva a bordo circa 300 prigionieri di guerra; l'incidente si verificò nello Jøssingfjord, ossia nelle acque territoriali della allora neutrale Norvegia e costituì il casus belli a seguito del quale Hitler intese dare inizio all'Operazione Weserübung (Unternehmen Weserübung), ossia l'invasione della Danimarca e della Norvegia.

## L'appoggio allaAdmiral Graf Spee

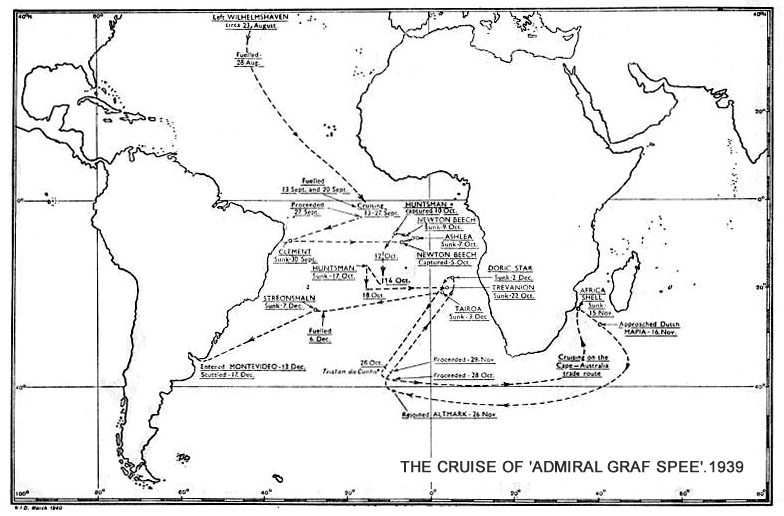
La crociera della corazzata tascabile Admiral Graf Spee, seguita come nave appoggio dallAltmark dal 21 agosto al 6 dicembre 1939

All'inizio di agosto del 1939 Hitler aveva ordinato al Großadmiral Erich Raeder di dare il via alle cosiddette disposizioni previste dal piano di mobilitazione per le operazioni belliche nell'oceano Atlantico e allo scopo le due petroliere Altmark e Westerwald avevano attraversato l'oceano facendo rotta verso Port Arthur in Texas per fare scorta di combustibile, imbarcando circa 10 000 tonnellate di nafta ognuna. Il giorno 21 la corazzata tascabile Admiral Graf Spee salpò dal porto di Wilhelmshaven, congiungendosi il 1º settembre, giorno di inizio della seconda guerra mondiale, in un punto prestabilito con la petroliera, per rifornimento di combustibile e di viveri.
L'Altmark, comandata dal capitano Heinrich Dau, seguì la corazzata come nave appoggio durante la sua crociera, incontrandosi con essa una seconda volta, il 27 settembre, nei pressi dell'equatore, una terza, il 14 ottobre, nell'Atlantico meridionale, una quarta, il 28 ottobre, nei pressi di Tristan da Cunha, e una quinta, il 6 dicembre, al largo di Walvis Bay, per rifornirla e per trasbordare i prigionieri, marinai e sottufficiali che raggiunsero un totale di 299 uomini, delle navi nemiche, fermate e successivamente affondate dalla Graf Spee. Dopo quest'ultimo incontro la nave rimase nel sud Atlantico per altri due mesi, eludendo le ricerche inglesi, e solo il 22 gennaio iniziò il viaggio di ritorno verso la Germania, con una rotta che prevedeva il passaggio attraverso le Isole Fær Øer e l'Islanda, e con il compito di rifornire i sommergibili che avrebbe incontrato lungo il percorso.

## L'incidente
Il viaggio di ritorno dell'Altmark verso la Germania si svolse secondo la rotta prevista senza incidenti ed essa fu avvistata solo il 14 febbraio da un ricognitore britannico mentre si trovava a nord est delle Isole Fær Øer, con una rotta presunta in direzione della Norvegia. Informato della scoperta il Primo Lord dell'Ammiragliato, e futuro Primo ministro del Regno Unito, Winston Churchill dette immediatamente ordine a una squadra di cacciatorpediniere di uscire alla sua ricerca, intercettarla, liberare i prigionieri e affondarla. La squadra, comandata dal capitano Philip Vian, che si trovava a bordo del HMS Cossack, seguì la rotta presunta dell'Altmark, raggiungendola nei pressi del limite delle acque territoriali della Norvegia, Paese che in quel momento si trovava in condizione di neutralità; la petroliera tedesca, impossibilitata a fare rientro in Germania, data la maggiore velocità delle navi inglesi, si diresse all'interno dello Jøssingfjord, ritenendo che la posizione della Norvegia le avrebbe garantito protezione e libero passaggio secondo le convenzioni internazionali.

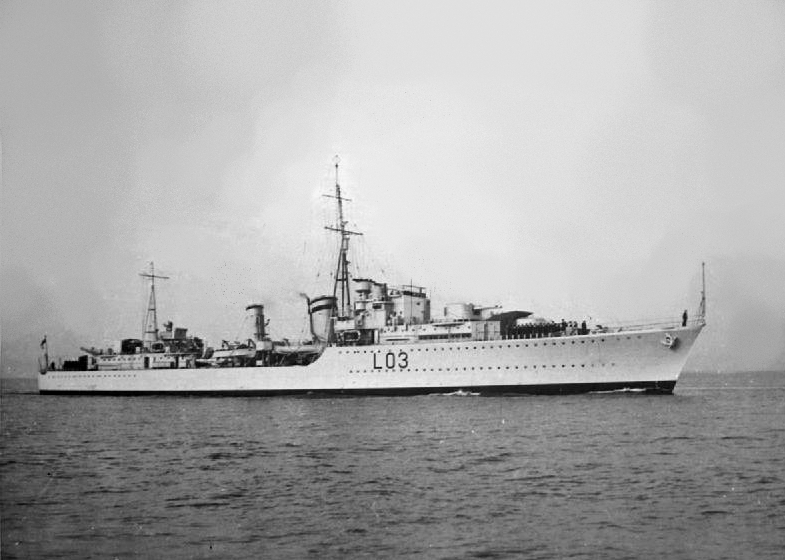
Il cacciatorpediniere britannico HMS Cossack, autore, il 16 febbraio 1940, dell'abbordaggio alla petroliera tedesca Altmark

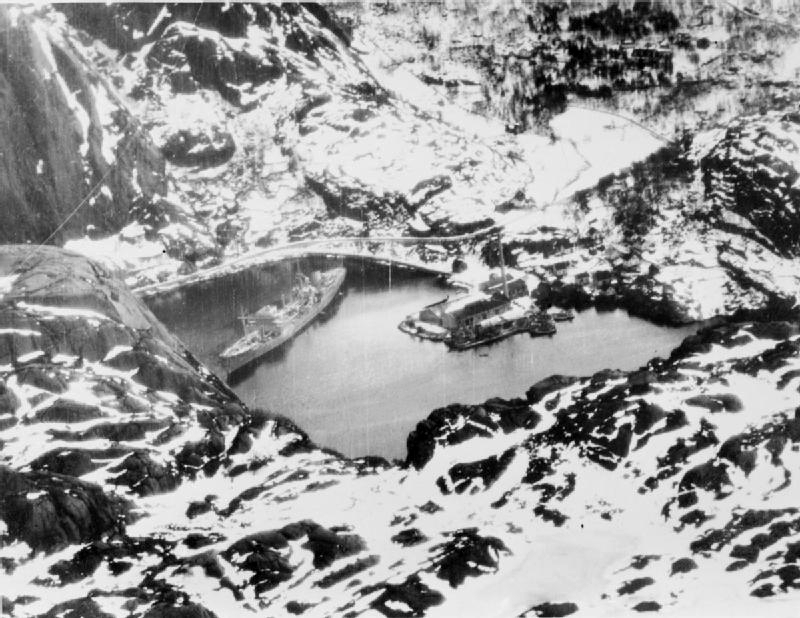
Fotografia scattata dalla ricognizione aerea inglese che scoprì lAltmark nello Jøssingfjord

Le diplomazie di Germania e Regno Unito si rivolsero al governo di Oslo, presentando le rispettive ragioni e i tedeschi accettarono la salita a bordo dell'Altmark, nel frattempo sorvegliata da due cannoniere norvegesi, delle autorità marittime locali che, ispezionata velocemente la nave, comunicarono che si trattava di "una petroliera disarmata e senza prigionieri a bordo" e che aveva ricevuto il permesso di proseguire il suo viaggio verso la Germania. In realtà i prigionieri erano stati nascosti in magazzini, nei ponti inferiori e in un deposito di nafta vuoto.
Il capitano Vian chiese istruzioni all'Ammiragliato ma il Primo Lord Churchill, in precedenza venuto a conoscenza che a bordo dell'Altmark si trovavano i prigionieri britannici catturati a seguito degli affondamenti dovuti all'attività della Graf Spee, fu inflessibile e dette espressamente l'ordine di abbordare la nave tedesca: il Cossack si fece velocemente largo tra i ghiacci del fiordo per raggiungere la nave tedesca alla fonda e il capitano Dau, impossibilitato a fuggire, tentò una manovra per speronare il cacciatorpediniere inglese che tuttavia fallì e la nave si arenò tra gli scogli. I marinai britannici poterono abbordare e impadronirsi della nave immobilizzata, dopo un breve scontro che causò sette morti e altrettanti feriti tra i tedeschi e nessuna vittima tra i britannici.
Una volta terminata l'azione i prigionieri furono liberati e trasferiti sulla nave britannica per essere rimpatriati mentre l'Altmark e il suo equipaggio furono internati in Norvegia in attesa a loro volta di fare ritorno in Germania.

## Le conseguenze

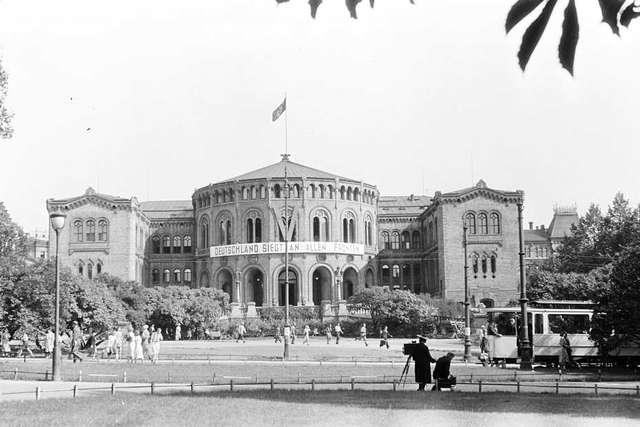
Oslo: la bandiera tedesca sventola sul Parlamento norvegese al termine della campagna di Norvegia

Il Governo norvegese protestò formalmente presso quello britannico a causa della violazione delle proprie acque territoriali ma sia il Regno Unito sia la Germania accusarono a loro volta, per opposte ragioni, l'atteggiamento di Oslo: la prima fece presente l'atteggiamento "miope" del paese scandinavo, che evidentemente mostrava di ignorare la scarsa affidabilità di Hitler e il pericolo di un'espansione a nord della Germania, mentre quest'ultima, dopo avere considerato eccessivamente blande le proteste della Norvegia, l'accusò apertamente di connivenza con i britannici, a dispetto dei suoi propositi di neutralità.
Il Führer in realtà aveva già considerato l'idea di occupare militarmente la Norvegia, fondamentale a suo pensare per l'attacco al Regno Unito e come base per le navi e i sommergibili per l'intercettazione dei convogli alleati, e altrettanto importante per l'importazione di ferro e di nichel, tanto che nel 1939 aveva incontrato Vidkun Quisling, fondatore nel 1933 della Nasjonal Samling (Unità Nazionale), di orientamento nazionalsocialista, che gli aveva promesso la consegna dei porti del paese e una completa collaborazione attraverso l'instaurazione di un governo filo tedesco. L'incidente dell'Altmark non fece altro che offrirgli il casus belli per dare il via a quella che avrebbe preso il nome di operazione Weserübung (Unternehmen Weserübung), ossia l'attacco alla Danimarca e alla Norvegia, la cui preparazione delle direttive ebbe inizio tre giorni dopo l'incidente, il 19 febbraio, e completate ai primi di marzo per l'inizio delle operazioni che presero il via il 9 aprile e che si conclusero il giorno stesso per quanto riguarda la Danimarca, e il 10 giugno con la resa della Norvegia.